# Gare de Soroksár
La gare de Soroksár (en hongrois : Soroksári vasútállomás) est une gare ferroviaire secondaire de Budapest. 